# Diana Brekalo
Diana Brekalo (* 1985 in Stuttgart) ist eine deutsche Pianistin.

## Leben
Brekalo wurde als Kind kroatischer Einwanderer in Stuttgart geboren und wuchs dort auf. Mit sechs Jahren begann sie, Klavier zu spielen, und im Alter von zwölf Jahren gewann sie erste Preise bei Jugend musiziert und erhielt Stipendien der Oscar und Vera Ritter Stiftung sowie den Förderpreis der Kreissparkasse Baden-Württemberg. Sie wurde in die Begabtenklasse der Stuttgarter Musikschule aufgenommen. Im Frühjahr 2001 wurde sie in die Vorklasse der Hochschule für Musik und Darstellende Kunst Stuttgart bei S. Rudiakov aufgenommen und begann dort 2004 ihr Studium. 2006 erhielt sie das ZEIT-Stipendium der Deutschen Stiftung Musikleben, das ihr ein Studium an der Guildhall School of Music and Drama in London ermöglichte. Seit 2006 ist Brekalo Stipendiatin von Yehudi Menuhins „Live Music Now!“ in Stuttgart und seit 2008 auch in London. Sie wurde zudem vom Simon Phillis Award, dem S. Rachmaninoff-Award und dem Leverhulme Trust gefördert. 2008 schloss sie ihren Bachelor of Music (Hons) mit Auszeichnung ab und begann ihren Master of Music (Performance), den sie 2010 ebenfalls mit Auszeichnung abschloss. Ihre Ausbildung wurde durch Kammermusikkurse und Klaviermeisterkurse ergänzt.

## Karriere
Brekalo konzertierte in Konzertsälen in Europa, Japan, den USA, China und anderen Ländern. Sie trat als Solistin mit verschiedenen Orchestern auf, darunter die Stuttgarter Philharmoniker und das Stuttgarter Kammerorchester.
Als Solopianistin gewann sie Klavierwettbewerbe, darunter den internationalen Klavierwettbewerb in Pinerolo, Italien (1999), den XIV. internationalen Klavierwettbewerb auf Ibiza (2000) und den internationalen Klavierkonzertwettbewerb in Croydon (2009). 2010 erhielt sie die „Domovnica“-Auszeichnung als erfolgreichste weibliche klassische Künstlerin der kroatischen Tageszeitung „Večernji list“. 2012 gewann sie den Klavierkonzertwettbewerb in Cambridge, England, und wurde Gewinnerin der Manchester Midday Concerts Society.
Von 2010 bis 2011 war Brekalo Artist in Residence an der Middlesex University in London. 2011 debütierte sie mit dem Royal Philharmonic Orchestra in der Cadogan Hall in London, wo sie die Uraufführung eines Klavierkonzerts von Peter Fribbins sowie Schostakowitschs Klavierkonzert Nr. 1 spielte.
Seit September 2011 ist sie Lehrbeauftragte an der Hochschule für Musik in Würzburg. Seit 2014 gibt sie internationale Meisterkurse und wirkt als Jurorin bei Klavierwettbewerben mit. Ihre Einspielung von Clara Schumanns Klavierkonzert wurde im bosnisch-kanadischen Film "The White Fortress" verwendet, der 2021 bei der Berlinale gezeigt wurde.

## Auszeichnungen
(Quelle: Hochschule für Musik Würzburg)
- Erster Preis beim Internationalen Klavierwettbewerb in Pinerolo[7]
- Erster Preis beim internationalen Klavierwettbewerb in Ibiza
- „Domovnica“-Auszeichnung als erfolgreichste weibliche klassische Künstlerin der kroatischen Tageszeitung „Večernji list“ (2010)
- Erster Preis Klavierkonzertwettbewerb in Cambridge, England (2012)
- Gewinnerin der Manchester Midday Concerts Society (2012)

## Diskografie (Auswahl)
- 6 Klavierstücke op. 118 von Johannes Brahms und Schwäbische Hausmusik Opus H von Hubertus Schwinge, Jugendmusikschule Ditzingen e. V.
- Klavierkonzert von Peter Fribbins mit dem Royal Philharmonic Orchestra London, Guild GMCD7381.
- 24 Nocturnes Opus N von Hubertus Schwinge, Jugendmusikschule Ditzingen e. V.
- Christopher Gunning: Sonata For Pianoforte und Trio For Violin, Cello & Piano, Discovery Music & Vision DMV117, 2015
- Rhythmiana Opus R von Hubertus Schwinge und Vier Etüden op. 2 von Sergej Prokofjew, Jugendmusikschule Ditzingen e. V.